# Идротспаркен
Идротспаркен (швед. Nya Parken, Norrköpings Idrottspark, PlatinumCars Arena) је вишенаменски стадион у Норћепингу у Шведској. Отворен је 25. септембра 1903. и тренутно се користи углавном за фудбалске утакмице. То је домаћа арена за шведског лигаша ИФК Норћепинг, ИК Слеипнер и за ИФ Силвију. Стадион је имао капацитет од 19.414 људи до 2008–2009. када је арена поново изграђена.

## Историја стадиона
Изградња је почела 27. априла 1903, а инаугурација је одржана 25. септембра исте године, током Спортског фестивала Норћепинга . Током ФИФА Светског првенства 1958. био је домаћин неколико утакмица групне фазе. Током Европског првенства 1992. био је домаћин ЗНД – Немачка (1–1), Шкотска – Немачка (0–2) и Шкотска – ЗНД (3–0), све у Групи Б.
Током 2008. и 2009. године арена је реконструисана. Арена од тада користи вештачку траву, а капацитет је смањен са 19.414 на 17.234 гледалаца. Нова арена има 16 ВИП кабина, ВИП места за 515 гледалаца, три бара, два ресторана и малу затворену арену за тренинг под називом "Текникхален". ИФК Норчепинг је преузео власништво над ареном 2010. године од градског већа Норћепинга куповином од 308,5 милиона шведских круна. Од свог отварања 1903. до реновирања 2009. године, арена је била позната као Норћепингс Идротспаркен, али је након реновирања име промењено у Нуја Паркен.
У 2016. години арена је променила име по трећи пут у својој историји, из спонзорских разлога. Овог пута у Естгетапортен (Östgötaporten), након што су права на име продата једној компанији за некретнине.

## Утакмице СП 1958. и ЕП 1992.
Стадион је коришћен за Светско првенство 1958. године, Европско првенство 1992. и Европско првенство за жене 2013. године.
| № | Датум        | Утакмица                  | Рез.  | Такмичење           | Гледаоци |
| - | ------------ | ------------------------- | ----- | ------------------- | -------- |
| 1 | 8. јун 1958  | Француска — Парагвај      | 7 : 3 | СП 1958.            | 16.500   |
| 2 | 11. јун 1958 | Парагвај — Шкотска        | 3 : 2 | СП 1958.            | 12.000   |
| 3 | 19. јун 1958 | Француска — Северна Ирска | 4 : 0 | СП 1958.            | 12.000   |
| 4 | 12. јун 1992 | ЗНД — Немачка             | 1 : 1 | ЕП 1992 - Група (Б) | 17.410   |
| 5 | 15. јун 1992 | Шкотска — Немачка         | 0 : 2 | ЕП 1992 - Група (Б) | 17.638   |
| 6 | 18. јун 1992 | Шкотска — ЗНД             | 3 : 0 | ЕП 1992 - Група (Б) | 14.660   |